# Vitali Sergeyevich Chilyushkin
Vitali Sergeyevich Chilyushkin (tiếng Nga: Виталий Серге́евич Чилюшкин; sinh ngày 21 tháng 1 năm 1990) là một cầu thủ bóng đá người Nga thi đấu ở vị trí thủ môn cho FC Znamya Truda Orekhovo-Zuyevo.

## Sự nghiệp
Chilyushkin có màn ra mắt tại Giải bóng đá ngoại hạng Nga vào ngày 2 tháng 5 năm 2010 cho F.K. Saturn Moskva Oblast trong trận đấu với Zenit. Anh vào sân từ ghế dự bị trong hiệp một sau khi Artem Rebrov, sự lựa chọn thứ hai sau Antonín Kinský, nhận thẻ đỏ rời sân.